# Ōta-juku

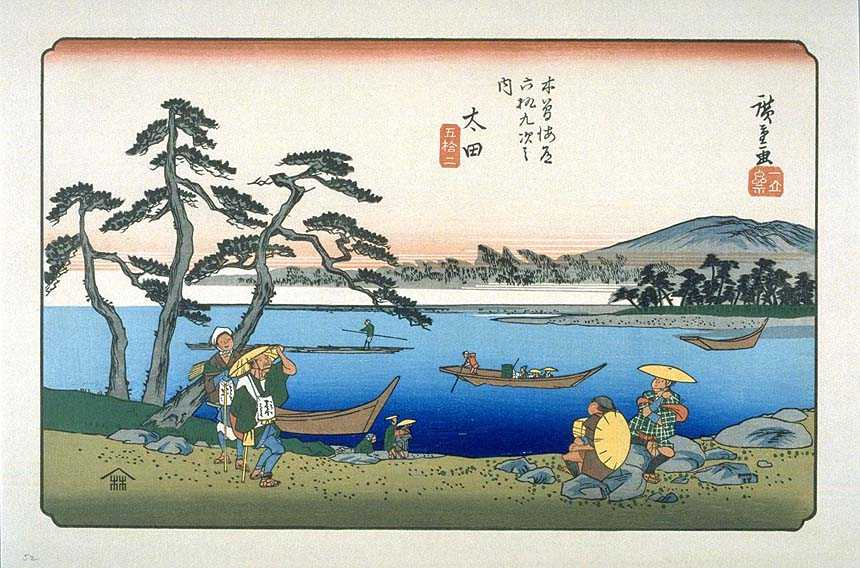
Ōta-juku, estampe de Hiroshige de la série Les Soixante-neuf Stations du Kiso Kaidō.

Ōta-juku (太田宿, Ōta-juku) était la cinquante et unième des soixante-neuf stations du Nakasendō durant la période Edo. Elle est située dans la ville de Minokamo, préfecture de Gifu au Japon. Elle se trouvait dans un des passages les plus difficiles du Nakasendō et des restes de son ancienne activité sont encore visibles.

## Station homonyme
Ōta-juku est également le nom de la septième station du Nikkō Reiheishi Kaidō.

## Stations voisines
Nakasendō
Fushimi-juku – Ōta-juku – Unuma-juku